# Hubert Schatz

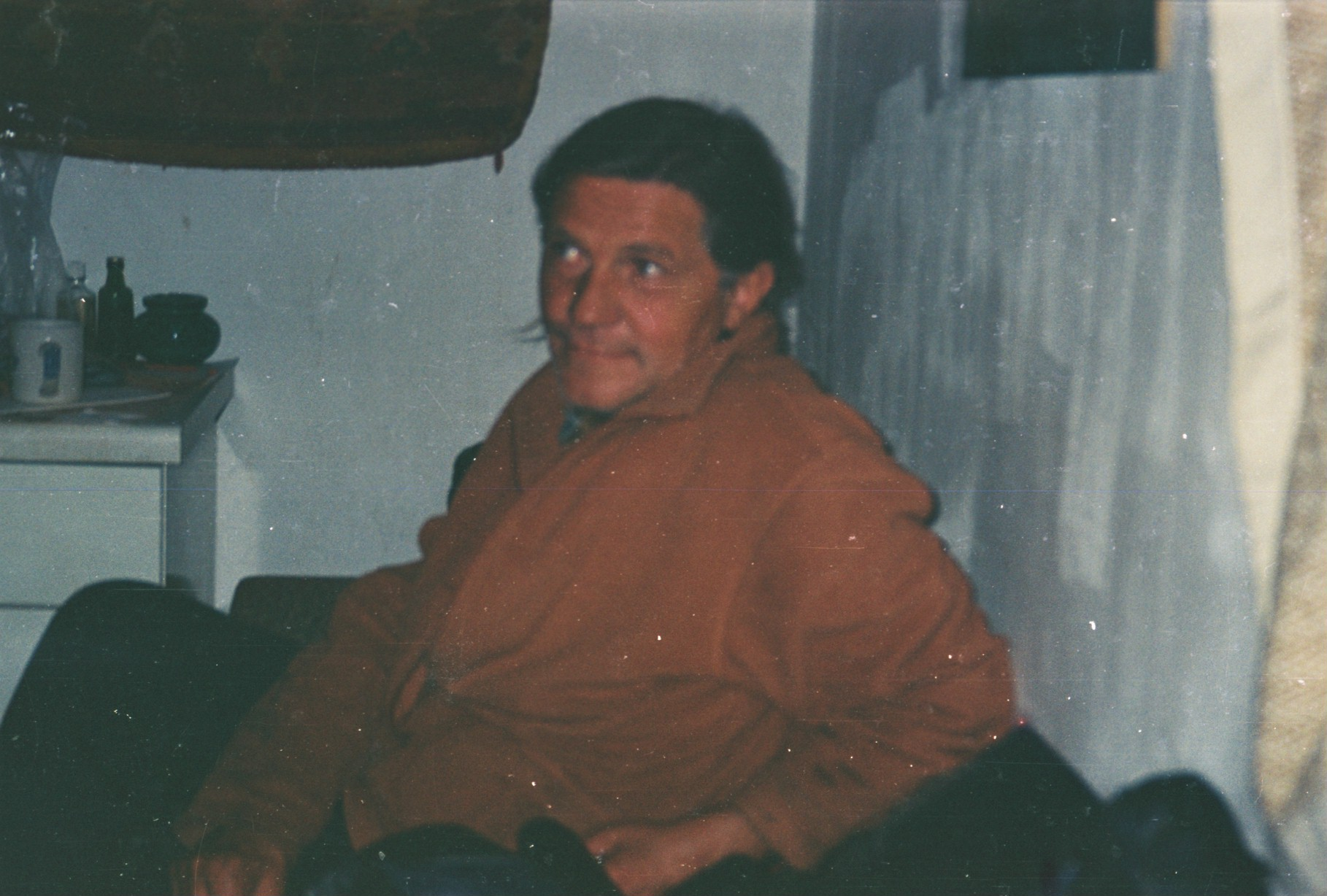
Hubert Schatz (2010)

Hubert Schatz (* 9. August 1960 in Ostermiething; † 5. Jänner 2023) war ein österreichischer Autor, Maler, Grafiker und Naturgeist-Forscher.

## Leben und Wirken
Kindheit
Hubert Schatz wurde am 9. August 1960 in der Marktgemeinde Ostermiething als drittes Kind der Kleinbäuerin Christine Schatz, geborene Bernecker, und des Chemiewerkers Hubert Schatz geboren.
Die ersten 5 Schuljahre absolvierte der Künstler als „mittelmäßiger Schüler“. Im Herbst des Jahres 1971 wurde er an die Haumptschule seiner Heimatgemeinde gesandt, da seine Eltern keinen akademischen Bildungsweg für ihn vorgesehen hatten. Du dieser Zeit entwickelte Schatz eine zunehmende Interesse an naturwissenschaftlichen Problemen, insbesondere der geheimnisvollen Welt der Astronomie und Physik. Huberts vierjährige Beschäftigung mit Mathematik, Physik und Astrophysik und die Unterstützung eines benachbarten bauernsohns, welcher an der Universität Graz Mathematik studierte, gipfelte in der Einladung der theoretischen Abhandlung „Unser Sonnensystem“ zum Philips-Jugend-Wettbewerb 1975. Dort erhielt er als jüngster Teilnehmer, im Alter von 15 Jahren, den sechsten Rang erhielt. Dieser Erfolg bestärkte Schatz in dem Entschluss, nach der Hauptschule auf das Gymnasium zu gehen, um später das Studium der Physik und Mathematik antreten zu können.
Die Geburt des kreativen Schaffens
Die großen Persönlichkeiten, die Schatz in den 70ern entscheidend beeinflussten, waren Albert Einstein, Max Planck, Niels Bohr und Erwin Schrödinger. Doch sein fest gewachsener Lebensplan als Physiker oder Astronom wurde unerwartet erschüttert. Denn durch den bis heute sehr umstrittenen Besuch des mus.päd.brg Salzburg, Akademiestraße, wurde für ihn zu einer schwierigen und fruchtbringenden Abschnitt seines Lebens.
Es war eine Periode des inneren Umbruchs, der Umwertung aller Werte. Denn schon bald wurde der Künstler dort mit den großen Bildungserlebnissen der Geistesgeschichte vertraut, die ihm bis dahin verschlossen geblieben waren. Die großen Reformatoren der Weltgeschichte, der Politik, Philosophie und Naturwissenschaft beeindruckten ihn sehr. Schon im ersten Jahr seiner Gymnasialzeit zeichnete sich eine Distanzierung zur Mathematik und Physik. Scheinbar verdrängte er durch Lektüren von Franz Kafka, Hesse, Sartre, Camus, Kleist und Thomas Bernhard jeden Reiz einer wissenschaftlichen Modellwelt.
Hubert Schatz erkannte, dass er sich die Unendlichkeit des Universums auch in seiner eigenen Psyche, seinem eigenen Bewusstsein in anderen Modifikationen und Empfindungskategorien entgegentrat. So wechselte er den äußeren Denkschauplatz mit dem Denk- und Fühlschauplatz des inneren Alls. Ab da an verspürte er die Hinneigung zur Physik oder Astronomie immer weniger. Allmählich traten aus der Fülle der neuen Empfindungen und Erlebnisse durch die Beschäftigung mit Literatur, Psychologie und Kunst in ihm selbst Adern des kreativen Verlangens auf.
Hubert Schatz wollte frei von allen Einflüssen sich selbst entdecken und finden und seine Wege von „Gestrüpp und dornengesträuchder Bildung“ freilegen.

## Ausstellungen
Der in St. Pantaleon lebende und arbeitende Künstler hat ab 1989 mehrere Einzelausstellungen gestaltet sowie an Gemeinschaftsausstellungen von Künstlervereinigungen in Oberösterreich (Innviertler Künstlergilde, Künstlervereinigung MAERZ und Vereinigung Bildender Künstler Oberösterreich) teilgenommen.

## Werke
Werke von ihm befinden sich u. a. in der Graphischen Sammlung Albertina Wien, im Lentos Kunstmuseum Linz und in der Graphischen Sammlung Rupertinum in Salzburg.
- OÖ Landesregierung, Salzburger Landesregierung,
- Graphische Sammlung W. Graninger Salzburg/Wien
- Kung Midas Gallery, Wien
- Stadtmuseum Wels
- Galerie Tanglberg, Vorchdorf
- Privatsammlungen im In- und Ausland

## Publikationen
- Hubert Schatz. Naturgeistfeuerzeit, Katalog mit Text von Peter Baum zur Ausstellung von Zeichnungen aus den Jahren 1987 bis 1989, Neue Galerie der Stadt Linz (Herausgeber), Linz, 1989
- Hubert Schatz. Gehölzer des Herzens, Aus der Schatzkammer der Naturgeistforschung, Gedichte 1980 bis 1987, Zeichnungen, Malerei 1992 bis 1994, 1994
- Hubert Schatz. Paranatur, Fragmente eines Naturgeistkundlichen Arbeitsaufenthalts in Sankt Radegund, o. J.
- Hubert Schatz. Naturgeistmysterien, Katalog der Ausstellung in der Galerie Ammering, Edition A, Ried im Innkreis, 1996
- Hubert Schatz (Hrsg.): eder, krenn, kollerschlag, ein spiritistisches Theaterstück, 1999
- Hubert Schatz (Hrsg.): Psychokosmodrom, Essaouira, 1999
- Lithographie Naturgeister und Apokalypse – Die Kunst der Linie, Edition KUPF, Linz, 1999
- Hubert Schatz. „des herbstes roter tollwutmond“ – Leporello in bibliophiler Ausstattung-vierundzwanzig Gedichte und Originalzeichnungen - Folder vorhanden, 1994
- Hubert Schatz. „shamanistic feeling-Naturgeistgesänge“ aufnahmen auf CD von psychonautischen trommel-stimme-geist-skulpturen, 1996
- Hubert Schatz. Edition Kupf: „Naturgeister und Apokalypse“, Lithographie auf ECUS-Bütten, Format 65x50
- Hubert Schatz. Wanderausstellung NO MADE mit Fa. Mavico : Bilder von zeitgenössischen Künstlern werden als Teppiche verknüpft, Ausstellungen unter anderem im Schloß Parz, Oberösterreich

## Messen
- 1996: Kunstmesse Wien, mit Galerie Ammering
- 1997: Kunstwien 1997, mit Galerie Ammering
- 2023: Kunstmesse Parallel Wien
- 2023: Other Island Wien

## Auszeichnungen
- 1988: Talentförderungspreis des Landes Oberösterreich 8.Römerquelle-Kunstwettbewerb: Ankauf von 3 Zeichnungen, Katalog vorhanden
- 1991: Alpen-Adria Graphikwettbewerb
- 1993: 3. Preis beim 11. Römerquelle-Kunstwettbewerb; Katalog vorhanden
- 1996: Bauholding Kunstforum-Anerkennungspreis, Katalog vorhanden